# 戈麦斯·曼里克
戈麦斯·曼里克（Gómez Manrique，1412年—1490年），文艺复兴时期欧洲军人、诗人、剧作家。他写作过一些文艺复兴时期最为人们所欢迎的戏剧作品，同时他也是约热·曼里克之叔父。